# Grzegorz Moryciński
Grzegorz Moryciński (ur. 7 listopada 1936 w Augustowie, zm. 15 marca 2015) – polski malarz współczesny.

## Życiorys
W 1941 rodzina Morycińskich została zesłana na Syberię, skąd powróciła w 1946. Grzegorz Moryciński w 1951 wyjechał do Szczecina, gdzie uczęszczał do Liceum Sztuk Plastycznych. W 1956 rozpoczął studia na warszawskiej Akademii Sztuk Pięknych pod kierunkiem Artura Nacht-Samborskiego i Stanisława Szczepańskiego, w 1961 otrzymał na zakończenie nauki dyplom z wyróżnieniem. Rozpoczął pracę jako grafik w Modzie Polskiej, w 1964 wyjechał na krótko do Paryża. W 1969 otrzymał trzymiesięczne stypendium rządu włoskiego, w 1972 i 1974 przebywał w Londynie, a w 1976 w Szwecji. Dwukrotnie otrzymał nagrodę w Ogólnopolskim Konkursie im. Jana Spychalskiego, pierwszy raz w 1973, drugi w 1977. Od 1974 działał w Związku Polskich Artystów Plastyków, w 1977 był stypendystą Funduszu Rozwoju Twórczości Plastycznej. Podczas stanu wojennego należał do Ruchu Kultury Niezależnej i projektował ulotki dla NSZZ „Solidarność”, za co otrzymał nagrodę Nagrodę Kulturalną „Solidarności” przyznawaną przez Komitet Kultury Niezależnej. W 1987 przebywał przez cztery miesiące w Australii, w 1992 brał udział w międzynarodowych warsztatach artystycznych w Stadtlengsfeld. W 1993 był stypendystą Fundacji Pollock-Krasner, Ministerstwo Kultury i Dziedzictwa Narodowego przyznało Grzegorzowi Morycińskiemu w 2006 nagrodę specjalną.
W 2008 został odznaczony Srebrnym Medalem „Zasłużony Kulturze Gloria Artis” oraz Honorową Odznaką Stowarzyszenia Autorów ZAiKS.